# Девницы
Девницы — деревня в Большесельском районе Ярославской области России. 
В рамках организации местного самоуправления входит в Большесельское сельское поселение, в рамках административно-территориального устройства — в Новосельский сельский округ.

## География
Деревня расположена в западной части района. Она стоит на левом восточном берегу реки Койки при пересечении реки автомобильной дорогой, следующей из Большого Села на запад к федеральной автомобильной трассе Р104. Деревня имеет две основные улицы ориентированные вдоль берега и перпендикулятно ему. В центре деревни есть дополнительный мост через Койку, непосредственно ведущий в деревню Алексино, стоящую на правом берегу реки напротив Девниц. Несколько выше по течению Койки, к северу, на дороге к Большому Селу стоит деревня Малинки. Ниже по течению Койки на противоположном правом берегу стоит деревня Никулино, а далее, уже на левом берегу, деревня Дерягино. В восточном направлении от Девниц следует дорога к деревне Погорелки, стоящей к северу от дороги на Большое Село, на левом берегу речки Малая Койка.

## Население
| 2007 | 2010 |
| ---- | ---- |
| 101  | ↘78  |

Согласно результатам переписи 2002 года, в национальной структуре населения русские составляли 91 % из 109 жителей.
По данным статистического сборника «Сельские населенные пункты Ярославской области на 1 января 2007 года», в деревне Девницы проживал 101 человек. По топокарте на 1981 год в деревне проживало 0,07 тыс. человек.